# Neolasioptera galeopsidis
Neolasioptera galeopsidis är en tvåvingeart som först beskrevs av Ephraim Porter Felt 1909.  Neolasioptera galeopsidis ingår i släktet Neolasioptera och familjen gallmyggor. Inga underarter finns listade i Catalogue of Life.